# Ельвдален
Ельвдален (швед. Älvdalen) — містечко (tätort, міське поселення) у центральній Швеції в лені Даларна. Адміністративний центр комуни Ельвдален.

## Географія
Містечко знаходиться у північно-західній частині лена Даларна за 300 км на північний захід від Стокгольма.

## Історія
Адміністративна ландскомуна Ельвдален була сформована 1863 року.

## Герб міста
Герб було розроблено для ландскомуни Ельвдален. Отримав королівське затвердження 1946 року.
Сюжет герба: у червоному тригорбі срібний арбалет, спрямований вгору, над ним поле перетяте хвилясто на синє та срібне, у синьому — срібне лезо коси в балку праворуч.
Коса в гербі походить з парафіяльної печатки XVII століття. Тригорб вказує на особливості місцевого рельєфу. Хвиляста смуга означає річку Далельвен. Арбалет символізує вміння ельвдаленських лучників.
Після адміністративно-територіальної реформи, проведеної в Швеції на початку 1970-х років, муніципальні герби стали використовуватися лишень комунами. Цей герб був 1971 року перебраний для нової комуни Ельвдален.

## Населення
Населення становить 1 942 мешканців (2018).

## Спорт
У Ельвдален базуються футбольний клуб Ельвдаленс ІФ, хокейний Ельвдаленс ГК та інші спортивні організації.

## Галерея

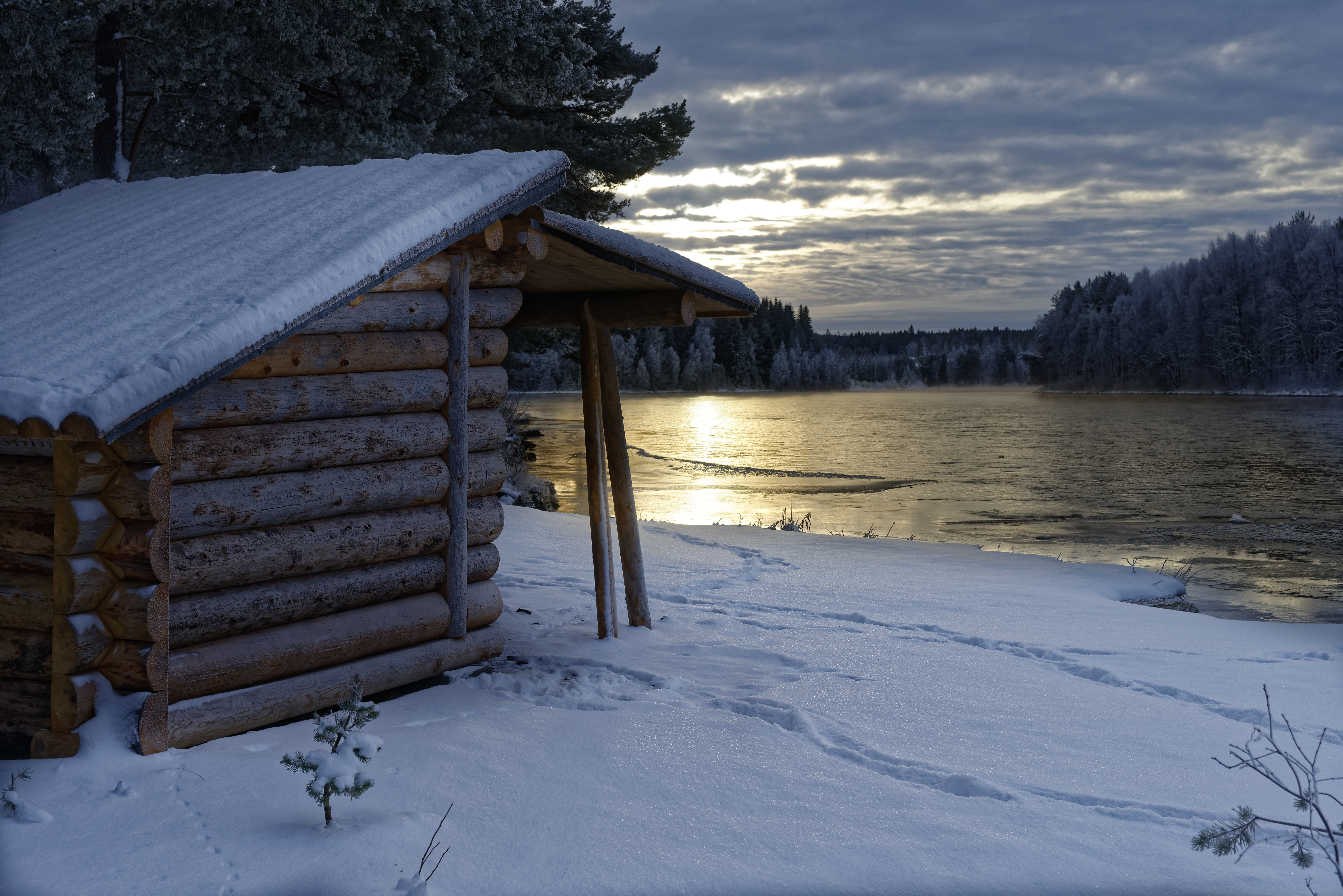
Кемпінг
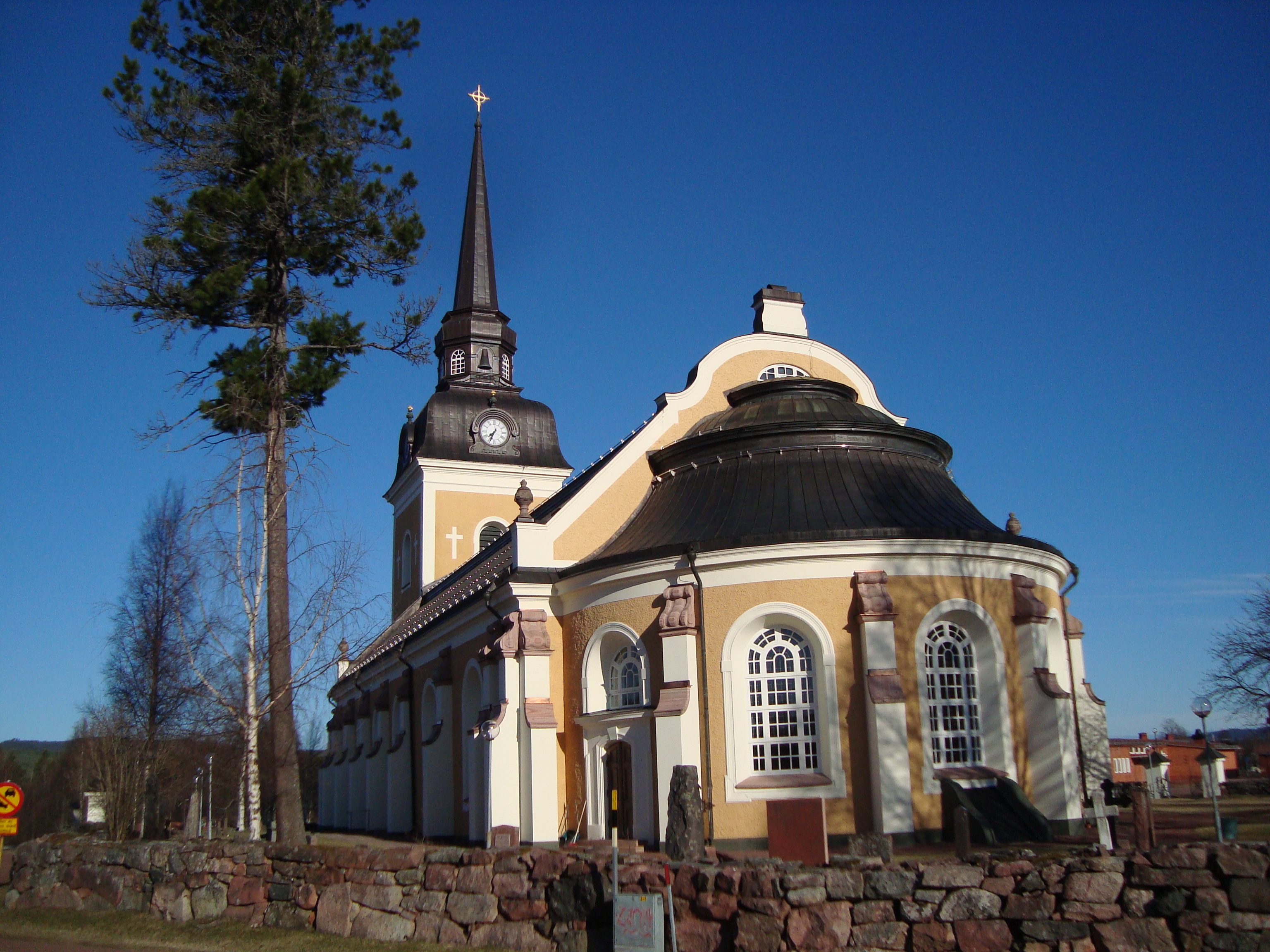
Церква
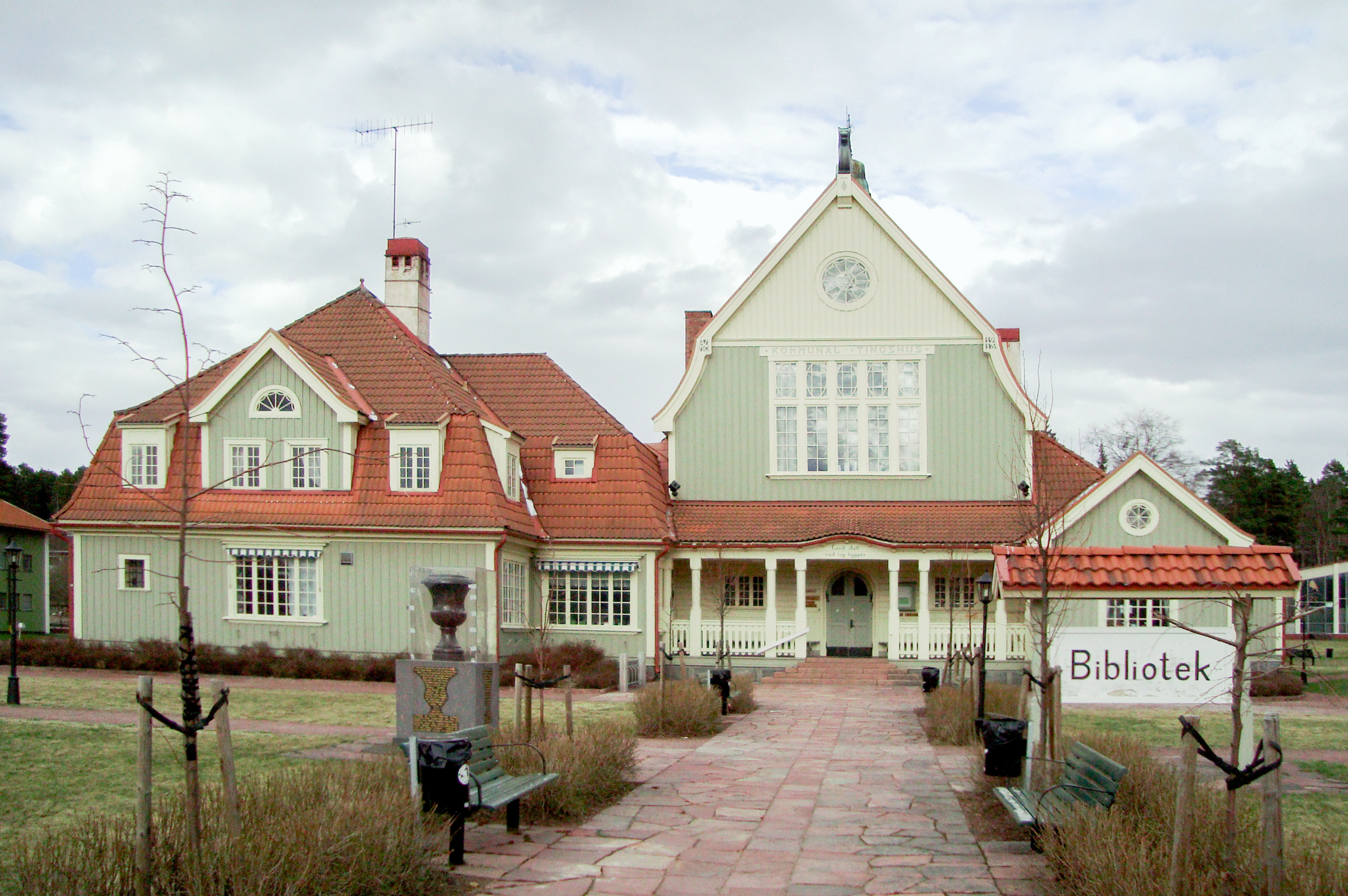
Міська бібліотека
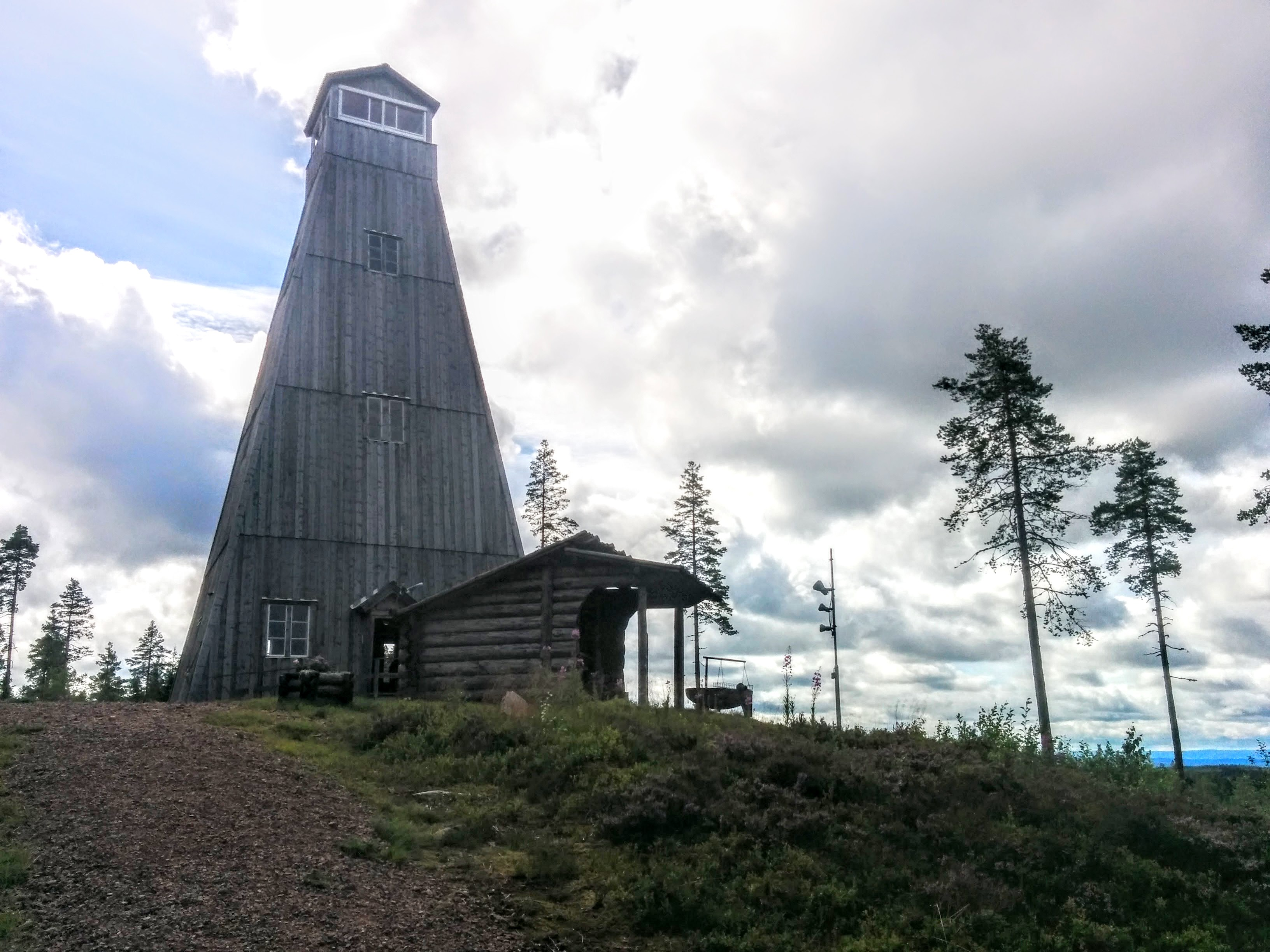
Каланча

## Покликання
- Сайт комуни Ельвдален [Архівовано 4 травня 2021 у Wayback Machine.]